# Бутаково (Ярославская область)
Бутаково — деревня в Переславском районе Ярославской области.
Расположена в 10 км к северо-востоку от Переславля-Залесского.

## Население
| 1859 | 1905 | 1926 | 2007 | 2010 |
| ---- | ---- | ---- | ---- | ---- |
| 122  | ↗161 | ↗250 | ↘0   | →0   |

## История
В 1510 году село Нильского стана, находившееся во владении Московского Симонова монастыря. Но надо полагать, что село было разнопоместное; часть его принадлежала Григорью Андреевичу Слизневу. К этой половине относилась деревянная церковь Андрея Первозванного. В 1541 году Слизнев продал свою вотчину Ивану Григорьевичу Морозову. По его смерти вдова Аграфена Ивановна Морозова отдала свою вотчину в 1557 году на помин души мужа тому же Симонову монастырю, который стал единственным владельцем села.
Доходной статьёй села был перевоз через реку Нерль, расположенный на Большой ямской дороге из Москвы на Север. В этот перевоз вступались ямщики соседней Рогозининской Слободки, но им это было запрещено царской грамотой 1561—62 года. Одно время потом перевоз был отобран на государя, но в 1599 году снова отдан монастырю.
В Смутное время Бутаково, расположенное при большой дороге, сильно пострадало и потом возродилось под именем сельца.
В 1629 году возникло спорное дело Симонова монастыря с Никитским монастырём из-за перевоза. Пользуясь безвременьем, Никитский монастырь устроил свой перевоз у соседнего села Конюцкого. Помирились на том, что Никитский стал получать треть доходов, а Симонов две трети. В 1691 году отмечена документами новая вражда монастырей. Слуги Никитского монастыря учинили «наезд», разбой на владения сельца Бутакова.
В 1764 году село отошло в казну вместе с другими монастырскими вотчинами.